# Bomarea pudibunda
Bomarea pudibunda är en alströmeriaväxtart som beskrevs av Jules Émile Planchon och Jean Jules Linden. Bomarea pudibunda ingår i släktet Bomarea och familjen alströmeriaväxter.
Artens utbredningsområde är Colombia. Inga underarter finns listade i Catalogue of Life.